# Campeonato de Basquetebol Masculino da NCAA - Divisão I
A  Divisão I da NCAA Basketball Championship é um torneio de eliminação simples entre 68  times universitários dos Estados Unidos da América. Organizado pela National Collegiate Athletic Association (NCAA), o torneio goza de grande popularidade, sendo conhecido por "March Madness" (Loucura de Março) por causa do mês em que a maioria dos jogos é disputada, época em que é feito um grande número de apostas. As semifinais e finais costumam ser disputadas em estádios com capacidades superiores a 40 mil espectadores em vez de arenas regulares de basquete.

## Finais
| Ano  | Campeão                     | Placar                      | Vice                        | MVP                               | Sede da Final                                |
| ---- | --------------------------- | --------------------------- | --------------------------- | --------------------------------- | -------------------------------------------- |
| 1939 | Oregon Ducks                | 46-33                       | Ohio State Buckeyes         | Jimmy Hull (Ohio State)           | Patten Gymnasium (Evanston)                  |
| 1940 | Indiana Hoosiers            | 60-42                       | Kansas Jayhawks             | Marv Huffman (Indiana)            | Municipal Auditorium (Kansas City)           |
| 1941 | Wisconsin Badgers           | 39-34                       | Washington State Cougars    | John Kotz (Wisconsin)             | Municipal Auditorium (Kansas City)           |
| 1942 | Stanford Cardinal           | 53-38                       | Dartmouth Big Green         | Howie Dallmar (Stanford Cardinal) | Municipal Auditorium (Kansas City)           |
| 1943 | Wyoming Cowboys             | 46-34                       | Georgetown Hoyas            | Ken Sailors (Wyoming Cowboys)     | Madison Square Garden (Nova York)            |
| 1944 | Utah Utes                   | 42-40 (pro)                 | Dartmouth Big Green         | Arnie Ferrin (Utah Utes)          | Madison Square Garden (Nova York)            |
| 1945 | Oklahoma State Cowboys      | 49-45                       | NYU Violets                 | Bob Kurland (Oklahoma State)      | Madison Square Garden (Nova York)            |
| 1946 | Oklahoma State Cowboys      | 43-40                       | North Carolina Tar Heels    | Bob Kurland (Oklahoma State)      | Madison Square Garden (Nova York)            |
| 1947 | Holy Cross Crusaders        | 58-47                       | Oklahoma Sooners            | George Kaftan (Holy Cross)        | Madison Square Garden (Nova York)            |
| 1948 | Kentucky Wildcats           | 58-42                       | Baylor Bears                | Alex Groza (Kentucky)             | Madison Square Garden (Nova York)            |
| 1949 | Kentucky Wildcats           | 46-36                       | Oklahoma State Cowboys      | Alex Groza (Kentucky)             | Hec Edmundson Pavilion (Seattle)             |
| 1950 | CCNY Beavers                | 71-68                       | Bradley Braves              | Irwin Dambrot (CCNY)              | Madison Square Garden                        |
| 1951 | Kentucky Wildcats           | 68-58                       | Kansas State Wildcats       | Bill Spivey (Kentucky)            | Williams Arena (Minneapolis)                 |
| 1952 | Kansas Jayhawks             | 80-63                       | St. John's Red Storm        | Clyde Lovellette (Kansas)         | Hec Edmundson Pavilion                       |
| 1953 | Indiana Hoosiers            | 69-68                       | Kansas Jayhawks             | B.H. Born (Kansas)                | Municipal Auditorium (Kansas City)           |
| 1954 | La Salle Explorers          | 92-76                       | Bradley Braves              | Tom Gola (La Salle)               | Municipal Auditorium (Kansas City)           |
| 1955 | San Francisco Dons          | 76-73                       | La Salle Explorers          | Bill Russell (San Francisco)      | Municipal Auditorium (Kansas City)           |
| 1956 | San Francisco Dons          | 83-71                       | Iowa Hawkeyes               | Hal Lear (Temple)                 | McGaw Hall (Evanston)                        |
| 1957 | North Carolina Tar Heels    | 54-53 (3 pro)               | Kansas Jayhawks             | Wilt Chamberlain (Kansas)         | Municipal Auditorium (Kansas City)           |
| 1958 | Kentucky Wildcats           | 84-72                       | Seattle Redhawks            | Elgin Baylor (Seattle)            | Freedom Hall (Louisville)                    |
| 1959 | California Golden Bears     | 71-70                       | West Virginia Mountaineers  | Jerry West (West Virginia)        | Freedom Hall (Louisville)                    |
| 1960 | Ohio State Buckeyes         | 75-55                       | California Golden Bears     | Jerry Lucas (Ohio State)          | Cow Palace (Daly City)                       |
| 1961 | Cincinnati Bearcats         | 70-65 (pro)                 | Ohio State Buckeyes         | Jerry Lucas (Ohio State)          | Municipal Auditorium (Kansas City)           |
| 1962 | Cincinnati Bearcats         | 71-59                       | Ohio State Buckeyes         | Paul Hogue (Cincinnati)           | Freedom Hall (Louisville)                    |
| 1963 | Loyola Ramblers             | 60-58 (pro)                 | Cincinnati Bearcats         | Art Heyman (Duke)                 | Freedom Hall (Louisville)                    |
| 1964 | UCLA Bruins                 | 98-83                       | Duke Blue Devils            | Walt Hazzard (UCLA)               | Municipal Auditorium (Kansas City)           |
| 1965 | UCLA Bruins                 | 91-80                       | Michigan Wolverines         | Bill Bradley (Princeton Tigers)   | Memorial Coliseum (Portland)                 |
| 1966 | UTEP Miners                 | 72-65                       | Kentucky Wildcats           | Jerry Chambers (Utah Utes)        | Cole Field House (College Park)              |
| 1967 | UCLA Bruins                 | 79-64                       | Dayton Flyers               | Lew Alcindor (UCLA)               | Freedom Hall (Louisville)                    |
| 1968 | UCLA Bruins                 | 78-55                       | North Carolina Tar Heels    | Lew Alcindor (UCLA)               | Memorial Sports Arena (Los Angeles)          |
| 1969 | UCLA Bruins                 | 92-72                       | Purdue Boilermakers         | Lew Alcindor (UCLA)               | Freedom Hall (Louisville)                    |
| 1970 | UCLA Bruins                 | 80-69                       | Jacksonville Dolphins       | Sidney Wicks (UCLA)               | Freedom Hall (Louisville)                    |
| 1971 | UCLA Bruins                 | 68-62                       | Villanova Wildcats          | Howard Porter (Villanova)         | Astrodome (Houston)                          |
| 1972 | UCLA Bruins                 | 81-76                       | Florida State Seminoles     | Bill Walton (UCLA)                | Memorial Sports Arena (Los Angeles)          |
| 1973 | UCLA Bruins                 | 87-66                       | Memphis State               | Bill Walton (UCLA)                | St. Louis Arena (St. Louis)                  |
| 1974 | NC State Wolfpack           | 76-64                       | Marquette Golden Eagles     | David Thompson (NC State)         | Greensboro Coliseum (Greensboro)             |
| 1975 | UCLA Bruins                 | 92-85                       | Kentucky Wildcats           | Richard Washington (UCLA)         | San Diego Sports Arena (San Diego)           |
| 1976 | Indiana Hoosiers            | 86-68                       | Michigan Wolverines         | Kent Benson (Indiana)             | The Spectrum (Filadélfia)                    |
| 1977 | Marquette Golden Eagles     | 67-59                       | North Carolina Tar Heels    | Butch Lee (Marquette)             | The Omni (Atlanta)                           |
| 1978 | Kentucky Wildcats           | 94-88                       | Duke Blue Devils            | Jack Givens (Kentucky)            | The Checkerdome (St. Louis)                  |
| 1979 | Michigan State Spartans     | 75-64                       | Indiana State Sycamores     | Earvin Johnson (Michigan State)   | Huntsman Center (Salt Lake City)             |
| 1980 | Louisville Cardinals        | 59-54                       | UCLA Bruins                 | Darrell Griffith (Louisville)     | Market Square Arena (Indianápolis)           |
| 1981 | Indiana Hoosiers            | 63-50                       | North Carolina Tar Heels    | Isiah Thomas (Indiana)            | The Spectrum (Filadélfia)                    |
| 1982 | North Carolina Tar Heels    | 63-62                       | Georgetown Hoyas            | James Worthy (North Carolina)     | Louisiana Superdome (Nova Orleans)           |
| 1983 | NC State Wolfpack           | 54-52                       | Houston Cougars             | Hakeem Olajuwon (Houston)         | University Arena (Albuquerque)               |
| 1984 | Georgetown Hoyas            | 84-75                       | Houston Cougars             | Patrick Ewing (Georgetown)        | Kingdome (Seattle)                           |
| 1985 | Villanova Wildcats          | 66-64                       | Georgetown Hoyas            | Ed Pinckney (Villanova)           | Rupp Arena (Lexington)                       |
| 1986 | Louisville Cardinals        | 72-69                       | Duke Blue Devils            | Pervis Ellison (Louisville)       | Reunion Arena (Dallas)                       |
| 1987 | Indiana Hoosiers            | 74-73                       | Syracuse Orange             | Keith Smart (Indiana)             | Louisiana Superdome                          |
| 1988 | Kansas Jayhawks             | 83-79                       | Oklahoma Sooners            | Danny Manning (Kansas)            | Kemper Arena (Kansas City)                   |
| 1989 | Michigan Wolverines         | 80-79 (pro)                 | Seton Hall Pirates          | Glen Rice (Michigan)              | Kingdome                                     |
| 1990 | UNLV Rebels                 | 103-73                      | Duke Blue Devils            | Anderson Hunt (UNLV)              | McNichols Sports Arena (Denver)              |
| 1991 | Duke Blue Devils            | 72-65                       | Kansas Jayhawks             | Christian Laettner (Duke)         | Hoosier Dome (Indianápolis)                  |
| 1992 | Duke Blue Devils            | 71-51                       | Michigan Wolverines         | Bobby Hurley (Duke)               | HHH Metrodome (Mineápolis)                   |
| 1993 | North Carolina Tar Heels    | 77-71                       | Michigan Wolverines         | Donald Williams (North Carolina)  | Louisiana Superdome                          |
| 1994 | Arkansas Razorbacks         | 76-72                       | Duke Blue Devils            | Corliss Williamson (Arkansas)     | Charlotte Coliseum (Charlotte)               |
| 1995 | UCLA Bruins                 | 89-78                       | Arkansas Razorbacks         | Ed O'Bannon                       | Kingdome                                     |
| 1996 | Kentucky Wildcats           | 76-67                       | Syracuse Orange             | Tony Delk (Kentucky)              | Continental Airlines Arena (East Rutherford) |
| 1997 | Arizona Wildcats            | 84-79 (pro)                 | Kentucky Wildcats           | Miles Simon (Arizona)             | RCA Dome (Indianápolis)                      |
| 1998 | Kentucky Wildcats           | 78-69                       | Utah Utes                   | Jeff Sheppard (Kentucky)          | Alamodome (San Antonio)                      |
| 1999 | Connecticut Huskies         | 77-74                       | Duke Blue Devils            | Richard Hamilton (Connecticut)    | Tropicana Field (St. Petersburg)             |
| 2000 | Michigan State Spartans     | 89-76                       | Florida Gators              | Mateen Cleaves (Michigan State)   | RCA Dome                                     |
| 2001 | Duke Blue Devils            | 82-72                       | Arizona Wildcats            | Shane Battier (Duke)              | HHH Metrodome (Mineápolis)                   |
| 2002 | Maryland Terrapins          | 64-52                       | Indiana Hoosiers            | Juan Dixon (Maryland)             | Georgia Dome (Atlanta)                       |
| 2003 | Syracuse Orange             | 81-78                       | Kansas Jayhawks             | Carmelo Anthony (Syracuse)        | Louisiana Superdome                          |
| 2004 | Connecticut Huskies         | 82-73                       | Georgia Tech Yellow Jackets | Emeka Okafor (Connecticut)        | Alamodome                                    |
| 2005 | North Carolina Tar Heels    | 75-70                       | Illinois Fighting Illini    | Sean May (North Carolina)         | Edward Jones Dome (St. Louis)                |
| 2006 | Florida Gators              | 73-57                       | UCLA Bruins                 | Joakim Noah (Florida)             | RCA Dome                                     |
| 2007 | Florida Gators              | 84-75                       | Ohio State Buckeyes         | Corey Brewer (Florida)            | Georgia Dome                                 |
| 2008 | Kansas Jayhawks             | 75-68 (pro)                 | Memphis Tigers              | Mario Chalmers (Kansas)           | Alamodome                                    |
| 2009 | North Carolina Tar Heels    | 89-72                       | Michigan State Spartans     | Wayne Ellington(North Carolina)   | Ford Field (Detroit)                         |
| 2010 | Duke Blue Devils            | 61-59                       | Butler Bulldogs             | Kyle Singler (Duke)               | Lucas Oil Stadium (Indianápolis)             |
| 2011 | Connecticut Huskies         | 53-41                       | Butler Bulldogs             | Kemba Walker (Connecticut)        | Reliant Stadium (Houston)                    |
| 2012 | Kentucky Wildcats           | 67–59                       | Kansas Jayhawks             | Anthony Davis (Kentucky)          | Mercedes-Benz Superdome (Nova Orleans)       |
| 2013 | Louisville Cardinals        | 82-76                       | Michigan Wolverines         | Luke Hancock (Louisville)         | Georgia Dome                                 |
| 2014 | UConn Huskies               | 60-54                       | Kentucky Wildcats           | Shabazz Napier (UConn)            | AT&T Stadium (Arlington)                     |
| 2015 | Duke Blue Devils            | 68–63                       | Wisconsin Badgers           | Tyus Jones (Duke)                 | Lucas Oil Stadium                            |
| 2016 | Villanova Wildcats          | 77–74                       | North Carolina Tar Heels    | Ryan Arcidiacono (Villanova)      | NRG Stadium (Houston)                        |
| 2017 | North Carolina Tar Heels    | 71-65                       | Gonzaga Bulldogs            | Joel Berry II (North Carolina)    | University of Phoenix Stadium (Glendale)     |
| 2018 | Villanova Wildcats          | 79-62                       | Michigan Wolverines         | Donte DiVincenzo(Villanova)       | Alamodome                                    |
| 2019 | Virginia Cavaliers          | 85-77 (pro)                 | Texas Tech Red Raiders      | Kyle Guy (Virginia)               | U.S. Bank Stadium (Mineápolis)               |
| 2020 | Cancelado devido a COVID-19 | Cancelado devido a COVID-19 | Cancelado devido a COVID-19 | Cancelado devido a COVID-19       | Mercedes-Benz Stadium (Atlanta)              |
| 2021 | Baylor Bears                | 86-70                       | Gonzaga Bulldogs            | Jared Butler (Baylor)             | Lucas Oil Stadium                            |
| 2022 | Kansas Jayhawks             | 72-69                       | North Carolina Tar Heels    | Ochai Agbaji (Kansas)             | Caesars Superdome                            |
| 2023 | UConn Huskies               | 76-59                       | San Diego State Aztecs      | Adama Sanogo (UConn)              | NRG Stadium                                  |
| 2024 | UConn Huskies               | 75-60                       | Purdue Boilermakers         | Tristen Newton (UConn)            | State Farm Stadium                           |
| 2025 | Florida Gators              | 65-63                       | Houston Cougars             | Walter Clayton Jr. (Florida)      | Alamodome                                    |

- Em 2015, Louisville foi oficialmente despojado de seu campeonato da NCAA de 2013 devido a violações das regras da NCAA. Após um acordo legal entre a NCAA e vários jogadores de Louisville que não estavam envolvidos nas violações, Luke Hancock é reconhecido como o MVP da Final Four de 2013.

## Vencedores
| Logo | Equipe                   | Universidade                               | Títulos | Anos                                                             |
| ---- | ------------------------ | ------------------------------------------ | ------- | ---------------------------------------------------------------- |
|      | UCLA Bruins              | Universidade da Califórnia em Los Angeles  | 11      | 1964, 1965, 1967, 1968, 1969, 1970, 1971, 1972, 1973, 1975, 1995 |
|      | Kentucky Wildcats        | Universidade de Kentucky                   | 8       | 1948, 1949, 1951, 1958, 1978, 1996, 1998, 2012                   |
|      | North Carolina Tar Heels | Universidade da Carolina do Norte          | 6       | 1957, 1982, 1993, 2005, 2009, 2017                               |
|      | Duke Blue Devils         | Universidade Duke                          | 5       | 1991, 1992, 2001, 2010, 2015                                     |
|      | Indiana Hoosiers         | Universidade de Indiana                    | 5       | 1940, 1953, 1976, 1981, 1987                                     |
|      | UConn Huskies            | Universidade de Connecticut                | 6       | 1999, 2004, 2011, 2014, 2023, 2024                               |
|      | Kansas Jayhawks          | Universidade do Kansas                     | 4       | 1952, 1988, 2008, 2022                                           |
|      | Villanova Wildcats       | Universidade de Villanova                  | 3       | 1985, 2016, 2018                                                 |
|      | Florida Gators           | Universidade da Flórida                    | 3       | 2006, 2007, 2025                                                 |
|      | Cincinnati Bearcats      | Universidade de Cincinnati                 | 2       | 1961, 1962                                                       |
|      | Louisville Cardinals     | Universidade de Louisville                 | 2       | 1980, 1986, 2013                                                 |
|      | Michigan State Spartans  | Universidade Estadual de Michigan          | 2       | 1979, 2000                                                       |
|      | NC State Wolfpack        | Universidade Estadual da Carolina do Norte | 2       | 1974, 1983                                                       |
|      | Oklahoma State Cowboys   | Universidade Estadual de Oklahoma          | 2       | 1945, 1946                                                       |
|      | San Francisco Dons       | Universidade de São Francisco              | 2       | 1955, 1956                                                       |
|      | Arizona Wildcats         | Universidade do Arizona                    | 1       | 1997                                                             |
|      | Arkansas Razorbacks      | Universidade do Arkansas                   | 1       | 1994                                                             |
|      | Baylor Bears             | Universidade Baylor                        | 1       | 2021                                                             |
|      | California Golden Bears  | Universidade da Califórnia em Berkeley     | 1       | 1959                                                             |
|      | CCNY Beavers             | Universidade da Cidade de Nova Iorque      | 1       | 1950                                                             |
|      | Georgetown Hoyas         | Universidade de Georgetown                 | 1       | 1984                                                             |
|      | Holy Cross Crusaders     | Colégio da Santa Cruz                      | 1       | 1947                                                             |
|      | La Salle Explorers       | Universidade La Salle                      | 1       | 1954                                                             |
|      | Loyola Ramblers          | Universidade Loyola de Chicago             | 1       | 1963                                                             |
|      | Marquette Golden Eagles  | Universidade de Marquette                  | 1       | 1977                                                             |
|      | Maryland Terrapins       | Universidade de Maryland                   | 1       | 2002                                                             |
|      | Michigan Wolverines      | Universidade de Michigan                   | 1       | 1989                                                             |
|      | Ohio State Buckeyes      | Universidade Estadual de Ohio              | 1       | 1960                                                             |
|      | Oregon Ducks             | Universidade do Oregon                     | 1       | 1939                                                             |
|      | Stanford Cardinal        | Universidade de Stanford                   | 1       | 1942                                                             |
|      | Syracuse Orange          | Universidade de Syracuse                   | 1       | 2003                                                             |
|      | UNLV Rebels              | Universidade de Nevada em Las Vegas        | 1       | 1990                                                             |
|      | UTEP Miners              | Universidade do Texas em El Paso           | 1       | 1966                                                             |
|      | Utah Utes                | Universidade de Utah                       | 1       | 1944                                                             |
|      | Virginia Cavaliers       | Universidade de Virgínia                   | 1       | 2019                                                             |
|      | Wisconsin Badgers        | Universidade de Wisconsin                  | 1       | 1941                                                             |
|      | Wyoming Cowboys          | Universidade de Wyoming                    | 1       | 1943                                                             |

## Títulos por Estado
| Estados           | Equipes                                                                                   | Títulos | Anos                                                                                     |
| ----------------- | ----------------------------------------------------------------------------------------- | ------- | ---------------------------------------------------------------------------------------- |
| Califórnia        | UCLA Bruins (11) San Francisco Dons (2) California Golden Bears (1) Stanford Cardinal (1) | 15      | 1942, 1955, 1956, 1959, 1964, 1965, 1967, 1968, 1969, 1970, 1971, 1972, 1973, 1975, 1995 |
| Carolina do Norte | Duke Blue Devils (5) North Carolina Tar Heels (6) NC State Wolfpack (2)                   | 13      | 1957, 1974, 1982, 1983, 1991, 1992, 1993, 2001, 2005, 2009, 2010, 2015, 2017             |
| Kentucky          | Kentucky Wildcats (8) Louisville Cardinals (2)                                            | 10      | 1948, 1949, 1951, 1958, 1978, 1980, 1986, 1996, 1998, 2012, 2013                         |
| Connecticut       | UConn Huskies (6)                                                                         | 6       | 1999, 2004, 2011, 2014, 2023, 2024                                                       |
| Indiana           | Indiana Hoosiers (5)                                                                      | 5       | 1940, 1953, 1976, 1981, 1987                                                             |
| Kansas            | Kansas Jayhawks (4)                                                                       | 4       | 1952, 1988, 2008, 2022                                                                   |
| Pensilvânia       | La Salle Explorers (1) Villanova Wildcats (3)                                             | 4       | 1954, 1985, 2016, 2018                                                                   |
| Ohio              | Cincinnati Bearcats (2) Ohio State Buckeyes (1)                                           | 3       | 1960, 1961, 1962                                                                         |
| Michigan          | Michigan State Spartans (2) Michigan Wolverines (1)                                       | 3       | 1979, 1989, 2000                                                                         |
| Flórida           | Florida Gators (3)                                                                        | 3       | 2006, 2007, 2025                                                                         |
| Oklahoma          | Oklahoma State Cowboys (2)                                                                | 2       | 1945, 1946                                                                               |
| Texas             | UTEP Miners (1) Baylor Bears                                                              | 2       | 1966, 2021                                                                               |
| Wisconsin         | Wisconsin Badgers (1) Marquette Golden Eagles (1)                                         | 2       | 1941, 1977                                                                               |
| Nova Iorque       | CCNY Beavers (1) Syracuse Orange (1)                                                      | 2       | 1950, 2003                                                                               |
| Oregon            | Oregon Ducks (1)                                                                          | 1       | 1939                                                                                     |
| Wyoming           | Wyoming Cowboys (1)                                                                       | 1       | 1943                                                                                     |
| Utah              | Utah Utes (1)                                                                             | 1       | 1944                                                                                     |
| Massachusetts     | Holy Cross Crusaders (1)                                                                  | 1       | 1947                                                                                     |
| Illinois          | Loyola Ramblers (1)                                                                       | 1       | 1963                                                                                     |
| Washington, D.C.  | Georgetown Hoyas (1)                                                                      | 1       | 1984                                                                                     |
| Nevada            | UNLV Rebels (1)                                                                           | 1       | 1990                                                                                     |
| Arkansas          | Arkansas Razorbacks (1)                                                                   | 1       | 1994                                                                                     |
| Arizona           | Arizona Wildcats (1)                                                                      | 1       | 1997                                                                                     |
| Maryland          | Maryland Terrapins (1)                                                                    | 1       | 2002                                                                                     |
| Virginia          | Virginia Cavaliers (1)                                                                    | 1       | 2019                                                                                     |

## Títulos por conferência

### Títulos por afiliação da conferência atual
Esses títulos refletem as afiliações atuais da conferência de cada equipe.
| Conferência                                     | Equipes | Títulos | Anos                                                                                                 |
| ----------------------------------------------- | --- | ------- | --- |
| Pacific-12 Conference                           | UCLA Bruins (11) California Golden Bears (1) Oregon Ducks (1) Stanford Cardinal (1) Utah Utes (1)                                             | 17      | 1939, 1942, 1944, 1959, 1964, 1965, 1967, 1968, 1969, 1970, 1971, 1972, 1973, 1975, 1995, 1997       |
| Atlantic Coast Conference                       | North Carolina Tar Heels (6) Duke Blue Devils (5) Louisville Cardinals (2) NC State Wolfpack (2) Syracuse Orange (1)                          | 16      | 1957, 1974, 1980, 1982, 1983, 1986, 1991, 1992, 1993, 2001, 2003, 2005, 2009, 2010, 2013, 2015, 2017 |
| Southeastern Conference                         | Kentucky Wildcats (8) Florida Gators (3) Arkansas Razorbacks (1)                                                                              | 12      | 1948, 1949, 1951, 1958, 1978, 1994, 1996, 1998, 2006, 2007, 2012, 2025                               |
| Big Ten Conference                              | Indiana Hoosiers (5) Michigan State Spartans (2) Maryland Terrapins (1) Michigan Wolverines (1) Ohio State Buckeyes (1) Wisconsin Badgers (1) | 11      | 1940, 1941, 1953, 1960, 1976, 1979, 1981, 1987, 1989, 2000, 2002                                     |
| Big East Conference                             | Georgetown Hoyas (1) Marquette Golden Eagles (1) UConn Huskies (6) Villanova Wildcats (2)                                                     | 11      | 1977, 1984, 1985, 1999, 2004, 2011, 2014, 2016, 2018, 2023, 2024                                     |
| Big 12 Conference                               | Kansas Jayhawks (4) Oklahoma State Cowboys (2) Baylor Bears                                                                                   | 7       | 1945, 1946, 1952, 1988, 2008, 2021, 2022                                                             |
| American Athletic Conference                    | Cincinnati Bearcats (2) | 2       | 1961, 1962                                                                                           |
| Mountain West Conference                        | UNLV Rebels (1) Wyoming Cowboys (1) | 2       | 1943, 1990                                                                                           |
| West Coast Conference                           | San Francisco Dons (2) | 2       | 1955, 1956                                                                                           |
| Atlantic 10 Conference                          | La Salle Explorers (1) Loyola Ramblers (1) | 2       | 1954, 1963                                                                                           |
| Patriot League                                  | Holy Cross Crusaders (1) | 1       | 1947                                                                                                 |
| City University of New York Athletic Conference | CCNY Beavers (1) | 1       | 1950                                                                                                 |
| Conference USA                                  | UTEP Miners (1) | 1       | 1966                                                                                                 |

### Títulos por afiliação de conferência contemporânea
Esses títulos refletem as afiliações de conferência de cada equipe no momento em que venceram seus campeonatos.
As conferências extintas são indicadas em itálico.
| Conferência                      | Equipes | Títulos | Anos                                                                                     |
| -------------------------------- | --- | ------- | ---------------------------------------------------------------------------------------- |
| Pacific-12 Conference            | UCLA Bruins (11) California Golden Bears (1) Oregon Ducks (1) Stanford Cardinal (1)                                                           | 15      | 1939, 1942, 1959, 1964, 1965, 1967, 1968, 1969, 1970, 1971, 1972, 1973, 1975, 1995, 1997 |
| Atlantic Coast Conference        | Duke Blue Devils (5) NC State Wolfpack (2) North Carolina Tar Heels (6)                                                                       | 13      | 1957, 1974, 1982, 1983, 1991, 1992, 1993, 2001, 2005, 2009, 2010, 2015, 2017             |
| Big Ten Conference               | Indiana Hoosiers (5) Michigan State Spartans (2) Maryland Terrapins (1) Michigan Wolverines (1) Ohio State Buckeyes (1) Wisconsin Badgers (1) | 11      | 1940, 1941, 1953, 1960, 1976, 1979, 1981, 1987, 1989, 2000, 2002                         |
| Southeastern Conference          | Kentucky Wildcats (8) Florida Gators (2) Arkansas Razorbacks (1)                                                                              | 11      | 1948, 1949, 1951, 1958, 1978, 1994, 1996, 1998, 2006, 2007, 2012                         |
| Big East Conference              | Georgetown Hoyas (1) Syracuse Orange (1) UConn Huskies (4) Villanova Wildcats (3)                                                             | 9       | 1984, 1985, 1999, 2003, 2004, 2011, 2013,2016, 2018, 2023                                |
| Independentes                    | Holy Cross Crusaders (1) La Salle Explorers (1) Loyola Ramblers (1) Marquette Golden Eagles (1) UTEP Miners (1)                               | 5       | 1947, 1954, 1963, 1966, 1977                                                             |
| Missouri Valley Conference       | Cincinnati Bearcats (2) Oklahoma State Cowboys (2)                                                                                            | 4       | 1945, 1946, 1961, 1962                                                                   |
| Big 12 Conference                | Baylor Bears (1) Kansas Jayhawks (2) | 3       | 2008, 2021, 2022                                                                         |
| Big Eight Conference             | Kansas Jayhawks (2) | 2       | 1952, 1988                                                                               |
| Metro Conference                 | Louisville Cardinals (2) | 2       | 1980, 1986                                                                               |
| Skyline Conference               | Utah Utes (1) Wyoming Cowboys (1) | 2       | 1943, 1944                                                                               |
| West Coast Conference            | San Francisco Dons (2) | 2       | 1955, 1956                                                                               |
| American Athletic Conference     | UConn Huskies (1) | 1       | 2014                                                                                     |
| Big West Conference              | UNLV Rebels (1) | 1       | 1990                                                                                     |
| Metropolitan New York Conference | CCNY Beavers (1) | 1       | 1950                                                                                     |

- Embora a carta atual da Pac-12 Conference não tenha sido estabelecida até 1959, a conferência considera que sua história começou com a formação da Pacific Coast Conference em 1915.
- A Big East Conference, fundada em 1979, se dividiu em duas conferências em 2013. Os membros que não jogavam futebol americano na Divisão I da NCAA FBS formaram uma nova conferência que comprou o nome "Big East". Os membros restantes continuaram a operar sob a carta de 1979 com o novo nome de American Athletic Conference. As duas conferências concordaram que a história atlética da Big East Conference original pertenceria ao novo Big East.
- Embora oito dos 12 membros originais da Big 12 Conference tenham vindo da Big Eight Conference, o Big 12 não reconhece a história do Big Eight.